# Kriegstetten
Kriegstetten (im lokalen Dialekt Chriegschtette) ist eine Einwohnergemeinde und Hauptort des Bezirks Wasseramt im Kanton Solothurn in der Schweiz.

## Geographie

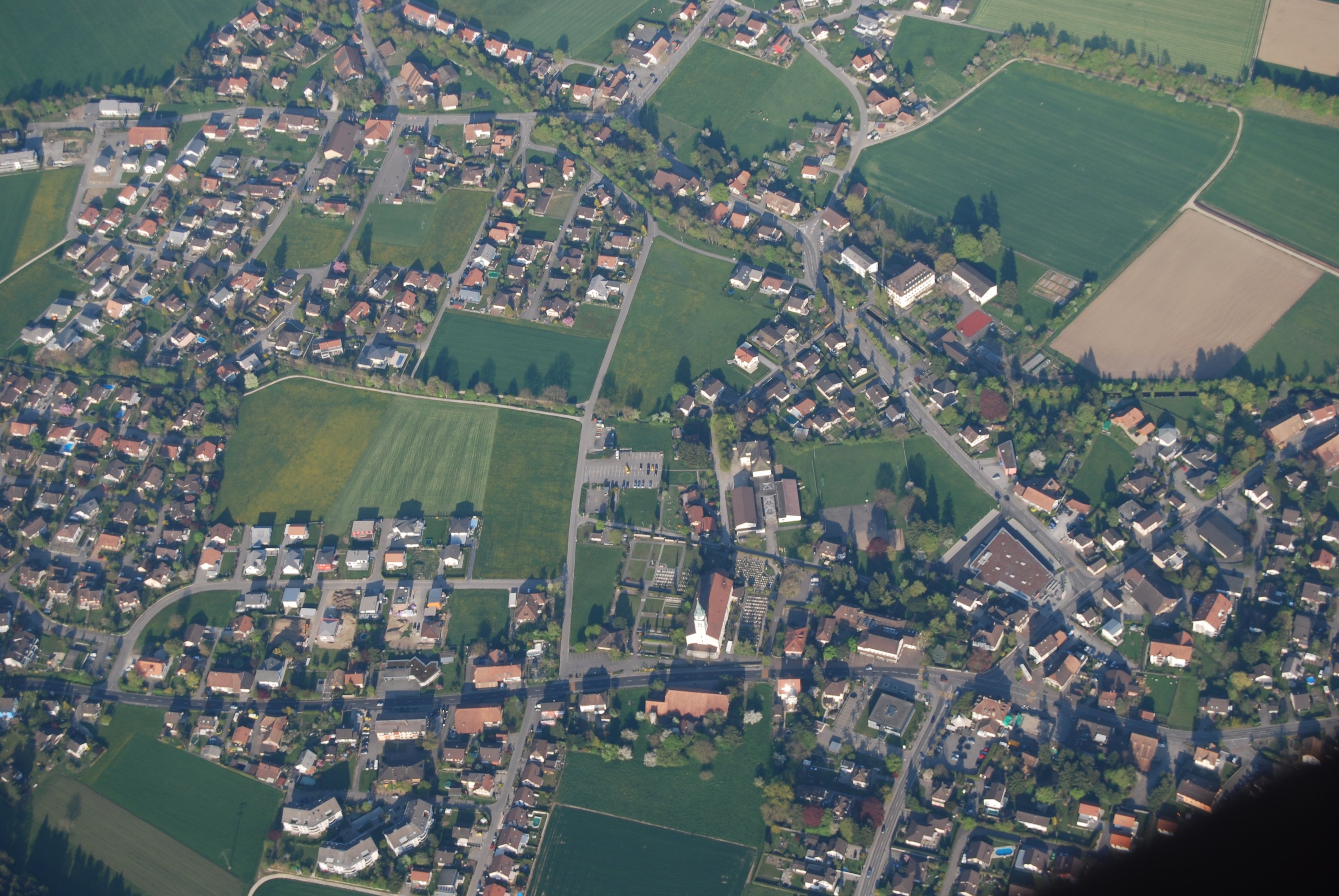
Kriegstetten und Oekingen vom Ballon aus gesehen

Luftbild (1970)

Kriegstetten liegt auf 453 m ü. M., 6 km südöstlich des Kantonshauptortes Solothurn (Luftlinie), in der Ebene östlich der Emme im südlichen Solothurner Mittelland.
Das nur gerade 1,1 km² grosse Gemeindegebiet umfasst einen Abschnitt der grundwasserreichen Schotterebene im mittleren Wasseramt. Der Gemeindeboden von Kriegstetten ist völlig eben und erstreckt sich im Osten bis an die Ösch, im Nordwesten in das Eichholz. Die höchste Erhebung von Kriegstetten befindet sich mit 456 m ü. M. in der Ebene am südlichen Rand des Gebietes.
Von der Gemeindefläche entfielen 1997 43 % auf Siedlungen, 7 % auf Wald und Gehölze und 50 % auf Landwirtschaft.
Zu Kriegstetten gehören ausgedehnte neue Wohnquartiere. Nachbargemeinden von Kriegstetten sind Derendingen, Oekingen, Halten, Recherswil, Obergerlafingen und Gerlafingen. Das Siedlungsgebiet von Kriegstetten ist heute lückenlos mit denjenigen von Oekingen und Halten zusammengewachsen.

## Bevölkerung
Mit 1427 Einwohnern (Stand 31. Dezember 2023) gehört Kriegstetten zu den mittelgrossen Gemeinden des Kantons Solothurn. Von den Bewohnern sind 95,7 % deutschsprachig, 1,0 % italienischsprachig und 0,8 % sprechen Französisch (Stand 2000). Die Bevölkerungszahl von Kriegstetten belief sich 1850 auf 186 Einwohner, 1900 auf 340 Einwohner. Im Verlauf des 20. Jahrhunderts stieg die Bevölkerungszahl kontinuierlich weiter an. Seit 1980 (684 Einwohner) wurde ein verstärktes Bevölkerungswachstum verzeichnet.

## Politik
Der Gemeinderat besteht aus 5 Mitgliedern. Für die aktuelle und die drei letzten Amtsperioden ergaben sich folgende Wahlergebnisse:
| Partei                                        | 2021–2025 | 2017–2021 | 2013–2017 | 2009–2013 | 2005–2009 |
| Freie Liste / Parteilos und FDP.Die Liberalen | 0         | 0         | 1         | 2         | 2         |
| Christlichdemokratische Volkspartei           | 0         | 0         | 1         | 1         | 3         |
| Schweizerische Volkspartei                    | 1         | 1         | 1         | 1         | 0         |
| Junges Kriegstetten                           | 0         | 0         | 1         | 0         | 0         |
| Interessengemeinschaft Kriegstetten           | 0         | 0         | 1         | 0         | 0         |
| Sozialdemokratische Partei                    | 0         | 0         | 0         | 1         | 0         |
| Gemeinsam für Kriegstetten                    | 4         | 4         | 0         | 0         | 0         |

1. ↑  bis 2009 Freisinnig-Demokratische Partei
2. ↑  Listenverbindung

Bei den Gemeinderatswahlen 2017 traten die bestehenden Parteien – ausgenommen der Schweizerischen Volkspartei – unter der  Liste "Gemeinsam für Kriegstetten" auf und ergatterten auf Anhieb vier Sitze. Die Schweizerische Volkspartei erzielte einen Sitz. Die SVP stellte keinen Kandidaten für das Gemeindepräsidium und damit wurde der bisherige Vizegemeindepräsident Simon Wiedmer (Liste Gemeinsam für Kriegstetten) still gewählt und wurde damit zum zweitjüngsten Gemeindepräsidenten im Kanton. 2021 wurde die Sitzverteilung in stiller Wahl bestätigt.

## Wirtschaft
Kriegstetten war bis Mitte des 20. Jahrhunderts ein vorwiegend durch die Landwirtschaft geprägtes Dorf. Heute haben der Ackerbau und der Obstbau sowie die Viehzucht nur noch einen marginalen Stellenwert in der Erwerbsstruktur der Bevölkerung. Zahlreiche weitere Arbeitsplätze sind im lokalen Kleingewerbe und vor allem im Dienstleistungssektor vorhanden. Seit den 1960er Jahren haben sich dank der guten Verkehrslage verschiedene Unternehmen in Kriegstetten niedergelassen. Die wichtigsten Betriebe konzentrieren sich heute auf die Elektrobranche, die Informationstechnologie und auf das Baugewerbe. In den letzten Jahrzehnten hat sich das Dorf auch zu einer Wohngemeinde entwickelt. Viele Erwerbstätige sind deshalb Wegpendler, die hauptsächlich in den Regionen Solothurn und Bern arbeiten.

## Verkehr
Die Gemeinde ist verkehrsmässig sehr gut erschlossen. Sie liegt an einer Kantonsstrasse von Derendingen nach Koppigen. Der nächste Anschluss an die Autobahn A1 (Bern – Zürich) befindet sich weniger als 1 km vom Ortskern entfernt. Durch die Buslinien der BSU, welche als Durchmesserlinien der Region Solothurn die Strecken von Kriegstetten via Solothurn nach Bellach und von Recherswil nach Oberdorf bedienen sowie durch die Linie Kriegstetten – Steinhof, ist das Dorf an das Netz des öffentlichen Verkehrs angebunden.

## Geschichte

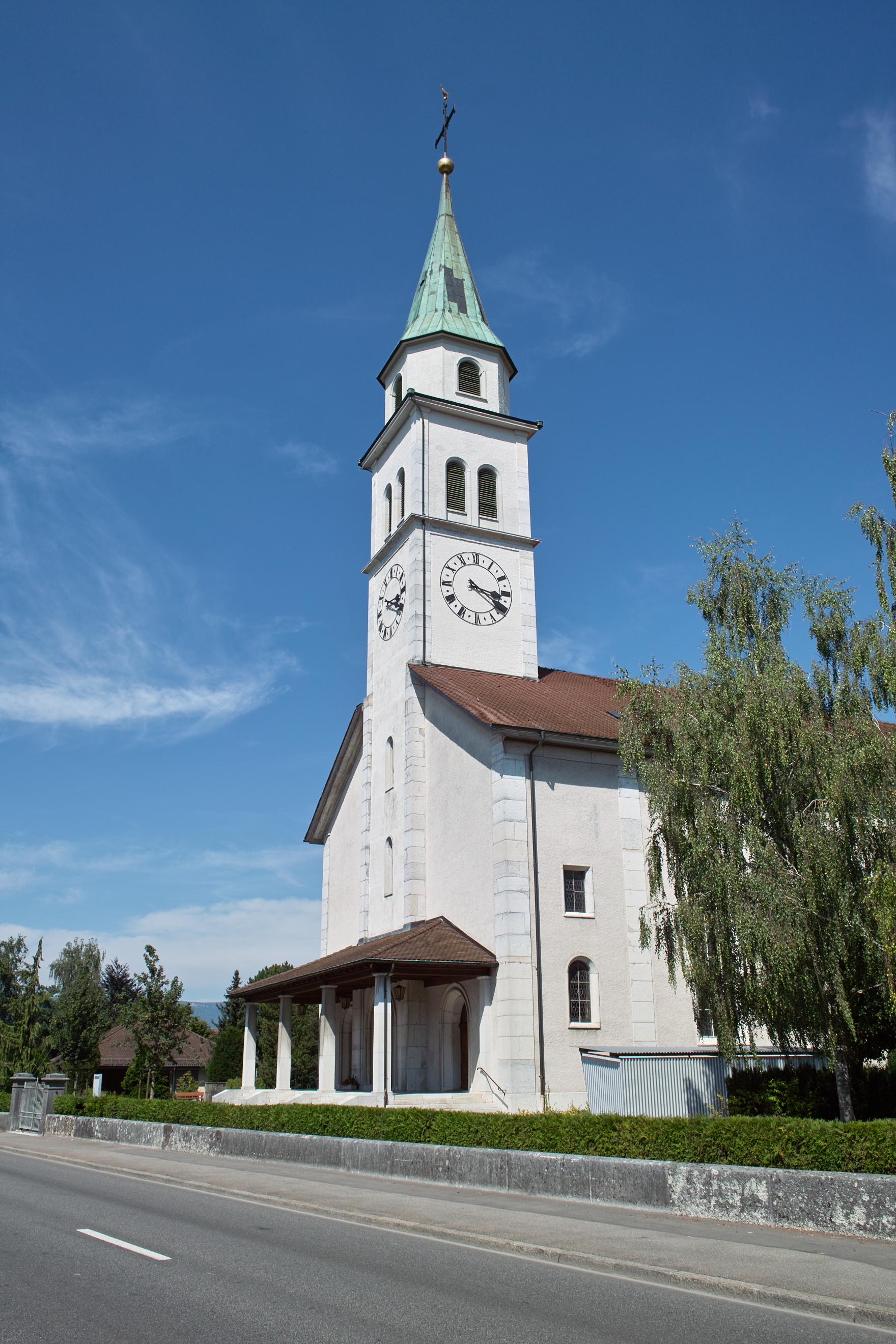
Kirche St. Mauritius

Die erste urkundliche Erwähnung des Ortes erfolgte 1255 unter den Namen Kriechsteiten und Krechsteiten. Später erschienen die Bezeichnungen Criechstetin (1256), Criesteten (1264), Kriechsteten (1267) und Kriegstetten (1299). Der Ortsname leitet sich vom althochdeutschen Personennamen Criach ab. In Verbindung mit der Endung -stetten (Ort, Stelle, Platz) bedeutet er so viel wie bei den Wohnstätten des Criach.
Seit dem Mittelalter unterstand Kriegstetten der Herrschaft Halten, welche sich unter der Oberhoheit der Zähringer, ab 1218 der Grafen von Kyburg befand. Anlässlich des Gümmenenkrieges wurde das Dorf 1332 schwer in Mitleidenschaft gezogen. Zusammen mit Halten gelangte Kriegstetten 1466 unter die Herrschaft von Solothurn und wurde Mittelpunkt der Vogtei Kriegstetten. Diese umfasste etwa das Gebiet des heutigen Bezirks Wasseramt.
Kriegstetten bildete seit dem 13. Jahrhundert eine eigene Pfarrei. Von 1522 bis 1577 verbot Bern den katholischen Gottesdienst in der Pfarrkirche, weshalb die Gläubigen jeweils in die Sankt-Michaelskapelle in Hüniken zur Messe gehen mussten. Erst mit dem Wyniger Vertrag ging 1665 auch die hohe Gerichtsbarkeit von Bern an Solothurn über. Nach dem Zusammenbruch des Ancien Régime (1798) gehörte Kriegstetten während der Helvetik zum Distrikt Biberist und ab 1803 zum Bezirk Kriegstetten, der 1988 offiziell in Bezirk Wasseramt umbenannt wurde.

## Sehenswürdigkeiten
- Die katholische Pfarrkirche Sankt Mauritius erhielt ihre heutige Gestalt beim Neubau im Jahr 1844, der 1907 umgestaltet und 1973 renoviert wurde. Die Ausstattung stammt zum Teil noch vom Vorgängerbau, darunter der Taufstein von 1680[9].
- Die reformierte Kirche wurde 1964 erbaut.
- Der Gasthof zum Kreuz im Dorfkern wurde 1774 im Stil des Klassizismus errichtet.
- Gebäude der ehemaligen Bank in Kriegstetten BiK heute Baloise Bank SoBa, entworfen und gebaut vom Architekten Fritz Haller, Projekt 1961, Bau 1962–1963

## Wappen
Blasonierung
In Gelb drei (2 über 1) grüne Lindenblätter